# Theo Fischer
Pour les articles homonymes, voir Fischer et Theodor Fischer (homonymie).
Theo Fischer, né le 25 décembre 1937, est une personnalité politique suisse, membre de l'Union démocratique du centre (UDC).

## Biographie
En 1995, il est réélu au Conseil national où il exerce en tant que président du Groupe parlementaire de l'UDC à l'assemblée fédérale.